# MV Андромеды
MV Андромеды (лат. MV Andromedae) — одиночная переменная звезда в созвездии Андромеды на расстоянии приблизительно 34018 световых лет (около 10430 парсеков) от Солнца. Видимая звёздная величина звезды — от +16,7m до +16m.

## Характеристики
MV Андромеды — жёлто-белая пульсирующая переменная звезда типа RR Лиры (RRAB) спектрального класса F4. Эффективная температура — около 6486 K.